# Роздольский, Роман Осипович
Роман Осипович Роздольский (укр. Роман Осипович Роздольський, пол. Roman Rozdolski, псевдоним «Прокопович»; 19 июля 1898, Лемберг, Австро-Венгрия, ныне Львов на Украине — 20 октября 1967, Детройт, Мичиган) — украинский учёный-марксист, экономический и социальный историк, общественный деятель, признанный исследователь трудов Карла Маркса.
Сын известного украинского лингвиста и этнографа Осипа Ивановича Роздольского; племянник композитора церковной музыки Даниила Роздольского. Дом Роздольских был известен в среде западноукраинской интеллигенции как средоточие культурной и литературной жизни Львова; близким другом семьи, в частности, был Иван Яковлевич Франко. Муж Эмилии Роздольской.

## Революционная юность. Драгомановки
С четырнадцатилетнего возраста Роман Роздольский принимал участие в работе сменивших украинофильско-хлопоманские «Громады» западноукраинских «Драгомановских кружков» («Драгомановок») — тайных кружков разнородной по политическим воззрениям молодёжи (включавшей как социалистические, так и либеральные и националистические элементы), занимавшейся изучением и пропагандой антиклерикальных и умеренно-социалистических идей. Благодаря старшим товарищам Роздольский ознакомился с произведениями Маркса, Энгельса, Каутского, Богданова и Лассаля. Однако разногласия и организационная неопределённость «Драгомановок» привели к их распаду после начала Первой мировой войны. Сам Роздольский был призван в австро-венгерскую армию в 1915, а после демобилизации в 1917 совместно с Романом Турянским (Кузьмой) восстановил сеть «Драгомановок» в Львове, Стрые, Дрогобыче, Самборе, Тернополе и Пшемысле.
Намереваясь отмежевать молодёжное социал-демократическое движение в Галиции от австрофильской, социал-шовинистической и реформистской ориентации руководства Украинской социал-демократической партии и организованного ей «Союза освобождения Украины», занимавшегося мобилизацией украинской молодёжи для австро-венгерской армии, Роздольский с единомышленниками приступил к изданию гектографического журнала «Вестник Драгомановских организаций» («Вісник Драгоманівських організацій»). Позже роль «Вестника» переняли журналы «Кличи» («Кличі») и «Свободная школа» («Вільна школа»), редактором которых также был Роздольский.
Во вверенных ему печатных изданиях Роздольский приветствовал Октябрьскую революцию в России, критиковал УСДП за поддержку имперского правительства, выражал солидарность с выступлениями Карла Либкнехта против империалистической войны и с покушением Фридриха Адлера на графа Штюргка. Тем не менее, несмотря на поддержку Роздольским ленинской национальной политики, после вступления войск левого эсера Муравьёва в Киев «Вестник» фактически выступил в поддержку Центральной Рады, назвав красные отряды на Украине «оккупационной армией».
Роздольский был одним из организаторов всекраевого учредительного съезда организации «Интернациональная революционная социал-демократическая молодёжь» («Інтернаціональна Революційна Соціал-Демократична Молодь») весной 1918. После распада Австро-Венгерской империи в Восточной Галиции началась гражданская война между сторонниками Западноукраинской народной республики (ЗУНР) и воссозданного польского государства, в которой большинство членов ИРСДМ (в том числе и Роздольский в чине рядового) воевали в Украинской Галицкой армии. После разгрома войск ЗУНР Роздольский с группой товарищей, опасаясь польского плена, бежал в июле 1919 через карпатские перевалы в Чехословакию.

## Коммунистическое движение
В 1919 в числе других активистов ИРСДМ Роздольский был соучредителем Коммунистической партии Восточной Галиции (Комуністична партія Східної Галичини), впоследствии ставшей ядром образованной в 1923 Коммунистической партии Западной Украины (Комуністична партія Західної України), разгромленной в конце 1930-х.
Параллельно изучая юриспруденцию в Праге и Вене, в 1921—1922 был редактором журнала «Наш стяг» и первой главой Временного ЦК Компартии Восточной Галиции, посещал Львов для проведения коммунистической агитации в среде молодёжи Украинской социал-демократической партии. Представляя её заграничную организацию, в 1921—1924 являлся ведущим публицистом фракции «Васильковцев». Несмотря на то, что Роздольский был одним из основателей и руководителей КПЗУ (в 1924 вошёл в состав Центрального комитета партии), постепенно он был оттеснён от партийной деятельности из-за оппозиционности по отношению к сталинизму: в 1925—1926 Роздольский отказался осудить Л. Д. Троцкого и Левую оппозицию в ВКП(б), а в 1928 выступил в защиту А. Я. Шумского. После раскола в КПЗУ, вызванного недовольством фракции Осипа Василькива сталинской национальной политикой, Роздольский был осуждён как «троцкист» и «шумскист» в 1928. Исключённый из партии за «неподчинение партийной дисциплине» в 1929, Роздольский до конца жизни оставался верным принципам революционного марксизма.
Изолированный от активной политической деятельности, Роздольский посвятил свою дальнейшую жизнь преимущественно теоретической работе. При этом он оставался членом Компартии Австрии и активно участвовал в левом студенческом движении, в частности, в работе кружка, группировавшегося вокруг Макса Адлера. В 1929 под руководством известного правоведа Ганса Кельзена он защитил свою докторскую диссертацию «Проблема неисторических народов у К. Маркса и Ф. Энгельса». В 1927—1931, оставаясь в Вене, был научным сотрудником Института марксизма-ленинизма. В частности, он работал с марксистскими первоисточниками под руководством директора Института Давида Борисовича Рязанова. После разгрома Института в 1931 изучал документы из венских архивов, посвящённые развитию народного хозяйства Галиции и всей бывшей Австрийской империи в XVIII веке, а также истории рабочего и крестьянского движения.
После подавления пролетарского восстания и рабочего движения в Австрии и установления фашистской диктатуры Дольфуса в 1934 Роздольский был вынужден вернуться во Львов, где до 1939 преподавал на кафедре экономической истории Львовского университета, возглавляемой польским учёным Францишеком Буяком. В сложных условиях в 1934—1938 Роздольский, сконцентрировавшийся преимущественно на научной деятельности, совместно со Степаном Рудыком и Людвиком Розенбергом редактировал троцкистское издание «Жизнь и слово» («Життя і слово»), в котором перепечатывались статьи Троцкого и анализировались репрессии против старых большевиков в Советском Союзе, а также велась борьба против националистических настроений в Западной Украине. Наладив в это время сотрудничество с польской троцкистской оппозицией, Роздольский познакомился с Исааком Дойчером, с которым хотя и продолжил сотрудничать после войны, позднее разорвал отношения.

## Освенцим и послевоенная эмиграция
После начала Второй мировой войны Роздольский организовал с женой Эмилией в оккупированном нацистами Кракове мастерскую, ставшую прикрытием для подпольного антифашистского кружка Адама Лютмана и помощи беглецам из краковского гетто.
В сентябре 1942 за помощь преследуемым евреям был арестован гестапо в Кракове и отправлен в Освенцим, где был свидетелем массового уничтожения узников из Польши, Венгрии, СССР и других стран в крематориях. В Освенциме был направлен на принудительные работы столяром на фабрике «Deutsche Ausruestungswerke», расположенной между главным лагерем и Биркенау. Пройдя через концентрационный лагерь в Освенциме, в сентябре 1944 в группе советских и польских военнопленных был переправлен в лагерь в Равенсбрюке близ Берлина, а затем — в Ораниенбург. На протяжении войны, даже пребывая в нацистских концлагерях, Роздольский сохранял уверенность, что война ускорит социалистическую революцию в капиталистических странах и свержение сталинской бюрократии рабочей демократией.
Освобождённый союзническими войсками в 1945, после войны Роздольский некоторое время пробыл в Австрии, после чего выехал в Детройт. В 1949—1951 он устроился на историческом факультете Университета Уэйна, но в годы маккартизма ему отказали в возможности преподавать в университете, и в дальнейшем Роздольский работал в качестве независимого учёного. В одном из архивов Нью-Йорка он обнаружил редкое русскоязычное издание «Экономических рукописей 1857—1859 годов» («Grundrisse») Карла Маркса, вышедших в СССР в 1939, и начал работу над комментарием к этим рукописям.

## Наследие Роздольского
Роман Роздольский — автор значительного числа монографий, написанных преимущественно на немецком и польском языке. Основная тематика его работ — происхождение, история, развитие и трактовка марксизма; социально-экономическая история; общественные и революционные движения в Восточной и Центральной Европе XVIII—XIX веков. Он переписывался с целым рядом видных марксистских мыслителей, включая Эрнеста Манделя, Исаака Дойчера, Пауля Маттика и Карла Корша. Несмотря на признание Роздольского западными левыми, его наследие остаётся практически неизвестным в современной Украине (хотя его издавали небольшими тиражами в Югославии и Польской народной республике).
Главным трудом Роздольского считается сборник изданных ранее эссе и статей «К истории создания марксового „Капитала“» («Написание „Капитала“ Маркса», (нем. «Zur Entstehungsgeschichte des Marxschen „Kapitals“», англ. The Making of Marx's „Capital“), выпущенный двумя томами уже после смерти автора в 1968—1969. Благодаря фундаментальности, широте и оригинальности анализа ключевого произведения Маркса Роздольский был признан одним из ведущих теоретиков неомарксизма. Другим важным трудом Роздольского является "К национальному вопросу. Фридрих Энгельс и проблема „неисторических“ народов» (нем. Friedrich Engels und das Problem der geschichtslosen Völker; 1934) — историографическое исследование марксистских взглядов на вопросы национальностей, необходимое для борьбы со спекуляциями вокруг пережитков гегельянского идеализма в воззрениях теоретиков марксизма на роль «неисторических» славянских народов. Отмечаются также следующие произведения Роздольского: «Die grosse Steuer- und Agrarreform Josefs II» (1961), «Stosunki poddańcze w dawnej Galicji» (1962, 2 тт.), «Studien über revolutionäre Taktik. Zwei unveröffentlichte Arbeiten über die II. Internationale und über die österreichische Sozialdemokratie».
Архив Роздольского ныне находится в Институте социальной истории в Амстердаме.